# Gothic (album)
Gothic este cel de-al doilea album de studio al trupei britanice de heavy metal Paradise Lost. Albumul, care a fost descris în mare parte ca death/doom atunci când a fost lansat în martie 1991 la Peaceville Records, este considerat în retrospectivă ca definind stilul și dând numele genului gothic metal.

## Lista pieselor
Toate piesele sunt scrise de Gregor MacKintosh și Nick Holmes.
| Nr.             | Titlu             | Lungime |  |
| 1.              | „Gothic”          | 4:51    |  |
| 2.              | „Dead Emotion”    | 4:38    |  |
| 3.              | „Shattered”       | 4:01    |  |
| 4.              | „Rapture”         | 5:09    |  |
| 5.              | „Eternal”         | 3:55    |  |
| 6.              | „Falling Forever” | 3:35    |  |
| 7.              | „Angel Tears”     | 2:40    |  |
| 8.              | „Silent”          | 4:42    |  |
| 9.              | „The Painless”    | 4:02    |  |
| 10.             | „Desolate”        | 1:51    |  |
| Lungime totală: | Lungime totală:   | 39:24   |  |

## Personal
- Nick Holmes – vocalist
- Matthew Archer – baterie
- Stephen Edmondson – bass
- Aaron Aedy – chitară
- Gregor Mackintosh – chitară
- The Raptured Symphony Orchestra – secțiune de orchestră
- Sarah Marrion – vocalistă
- Keith Appleton – inginer de sunet
- Richard Moran – autor de copertă, fotograf